# ギリシャの国章
ギリシャの国章（ギリシャのこくしょう 希: Εθνόσημο της Ελλάδας）は、二本の月桂樹の枝に囲まれた青い盾に白い十字の紋で形成されたものである。この紋章は軍隊、治安部隊などの帽子、制服のボタンなどにエンブレムとして描かれるか装着される。

## 歴史
最初のギリシャ国章は1822年1月1日にエピダウロスの国民議会で制定された憲法により準備され、3月15日、確定した。その形は青と白で塗られた円状のコケイドであった。
しかし、ギリシャでは政体が数多く変化したため、エンブレルの形やデザインはその都度変更された。最初のギリシャ紋章は女神アテナとフクロウで構成されていた。その後、ギリシャ初代大統領イオアニス・カポディストリアスによって再生のシンボルである不死鳥のデザインに変更された。バイエルン王国出身のオソン1世が王になった時、国王の紋章である王冠と、盾を支える2匹の王冠をかぶった獅子がギリシャ王国の国章となった。その後、デンマークからゲオルギオス1世が王家の後を継ぐと、紋章はデンマーク王家の影響を受けたものに変更された。さらに、1924年、ギリシャが共和国を宣言すると、国章は青い盾形の紋の中に白い十字架が描かれるシンプルなものに変更された。1935年、国王が帰国して君主制が復活すると再び国章は変更され、軍事政権が1973年、君主制の廃止を宣言するまで使用された。

## 歴代国章

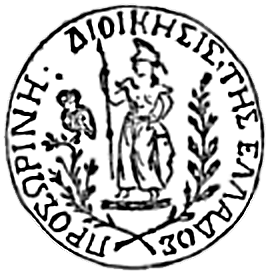
ギリシャ臨時政府（1822年 - 1828年）の紋章。 女神アテナとアテナのシンボルであるフクロウが描かれている。紋章には『ギリシャ臨時政府』と書かれている。
ギリシャ第一共和政初代大統領イオアニス・カポディストリアスの元で使用された紋章（1828年-1832年）、不死鳥が描かれている。紋には『ギリシャ国（Hellenic State）』と書かれており、さらにギリシャの数字でギリシャ独立戦争が開始された『1821年』と書かれている。
オソン1世時代（1833年-1862年）のギリシャ王家の紋章。バイエルン王家の紋章の影響を受けている。
グリュックスブルク家の（1863年-1924年、1935年-1973年）の私人紋章。
グリュックスブルク家がギリシャ王であった期間 （1863年-1924年、1935年-1973年）の国章。
ギリシャ軍事政権時代の国章（1973年-1974年）、不死鳥が描かれている。
ギリシャ軍の制服に見られるように、現在、軍で使用されている紋章